# 佩贾·斯托亚科维奇
普雷德拉格·斯托亚科维奇（發音：[ˌprêdraːɡ ˈstôjaːkoʋit͜ɕ]，拉丁轉寫：Predrag Stojaković，1977年6月9日—），暱稱佩贾（發音：[ˈpêd͡ʑa]），出生于南斯拉夫聯邦克罗地亚波热加，塞尔维亚职业篮球运动员，拥有塞尔维亚和希腊的双重国籍，曾是NBA知名球星，司职小前鋒，球衣背号为16号。

## 職業生涯

### 沙加緬度國王
斯托亚科维奇在1996年被選入NBA，加盟萨克拉门托国王队，在2002年至2004年3度入选NBA全明星赛。他擁有出色的三分球投射能力，2002年和2003年拿下NBA三分球大賽冠軍，2002年幫助球隊打進西區決賽，只可惜球隊最後輸給洛杉磯湖人。

### 印地安那溜馬
2006年1月25日，斯托亞科維奇被國王隊交易至溜馬隊，交換球員為亞泰斯特（現稱慈世平），也結束了八年的國王球員時期。只不過斯托亞科維奇下場並不好，季後賽首輪四場他通通錯過，而且隊伍也輸給了紐澤西籃網。

### 紐奧良黃蜂
2006年休季期間，斯托亞克維奇重新與溜馬隊簽約，不過為的是要與紐奧良黃蜂交易球員，後來在新隊伍的八場比賽後，斯托亞科維奇在與夏洛特山貓的比賽中得到生涯新高的42分，但是很快就受傷了，並且進行背部手術，06-07球季大多都在養傷當中。

### 多倫多暴龍
2010年被交易至多倫多暴龍隊，之後又成為自由球員。

### 達拉斯小牛
2011年6月13日，小牛客場擊敗邁阿密熱火，獲得了NBA總冠軍，佩賈獲得冠軍戒指後，最後在小牛退役。

## 國際賽事
斯托亞科維奇是南斯拉夫籃球代表隊的成員，2001年的土耳其歐洲籃球錦標賽當中，就替隊伍贏得了冠軍。2002年的世界籃球錦標賽當中，也同時贏得了冠軍。歐錦賽當時獲選為賽事MVP，世錦賽時與馬努·吉諾比利、姚明、德克·諾維茨基同為All-tournament隊伍隊員。

## 私人生活
斯托亞科維奇娶了希臘名模卡米拉，夫妻目前育有一子安卓與一女米拉。
他創辦佩贾·斯托亚科维奇儿童基金会（英語：Peja Stojakovic Children's Foundation），是一个以帮助和改善穷困儿童生活质量为目的的非营利性组织，尤其是巴爾幹國家如塞爾維亞、黑山、希臘的兒童。

## 琐事
- 在2002、2003、2004年三次入选NBA全明星阵容，在2003－2004赛季，进入NBA第二阵容。
- 在2002、2003连续两年获得NBA三分球大赛的冠军。
- 罚球命中率89.4％，在NBA历史上排名第四。
- 是在最近7个赛季每赛季都至少投中100个三分球的仅有的两位球员之一
- 在三分球命中率上以39.9％排名第24
- 是第22位职业生涯投中1161个三分球的球员，也是第31位三分球出手达2912次的球员。
- 在最近6个赛季，有4个赛季平均每场得分达到20分。
- 他与菲尼克斯太阳队的史蒂夫·纳什是仅有的两位在2004－2005和2005－2006赛季罚球和三分球命中率均排进前25位的球员。
- 他曾在职业生涯中53次单场得分超过30分，其中4次在季后赛。
- 在2001年获得“欧洲之星”称号，并被《米兰体育报》授予最佳欧洲篮球运动员的称号。